# Hockeria lankana
Hockeria lankana är en stekelart som beskrevs av T.C. Narendran 1989. Hockeria lankana ingår i släktet Hockeria och familjen bredlårsteklar.
Artens utbredningsområde är Sri Lanka. Inga underarter finns listade i Catalogue of Life.